# Coulours
Coulours ist eine französische Gemeinde mit 140 Einwohnern (Stand: 1. Januar 2022) im Département Yonne in der Region Bourgogne-Franche-Comté. Coulours gehört zum Arrondissement Sens und zum Kanton Brienon-sur-Armançon (bis 2015: Kanton Cerisiers). 

## Geographie
Coulours liegt etwa 20 Kilometer ostsüdöstlich des Stadtzentrums von Sens. Umgeben wird Coulours von den Nachbargemeinden Flacy im Norden, Rigny-le-Ferron im Norden und Nordosten, Cérilly im Nordosten, Fournaudin im Osten, Arces-Dilo im Süden, Vaudeurs im Süden und Südwesten sowie Les Sièges im Westen.

## Bevölkerungsentwicklung
| Jahr                       | 1962 | 1968 | 1975 | 1982 | 1990 | 1999 | 2006 | 2013 |
| Einwohner                  | 241  | 235  | 167  | 150  | 156  | 158  | 151  | 145  |
| Quellen: Cassini und INSEE |      |      |      |      |      |      |      |      |

## Sehenswürdigkeiten

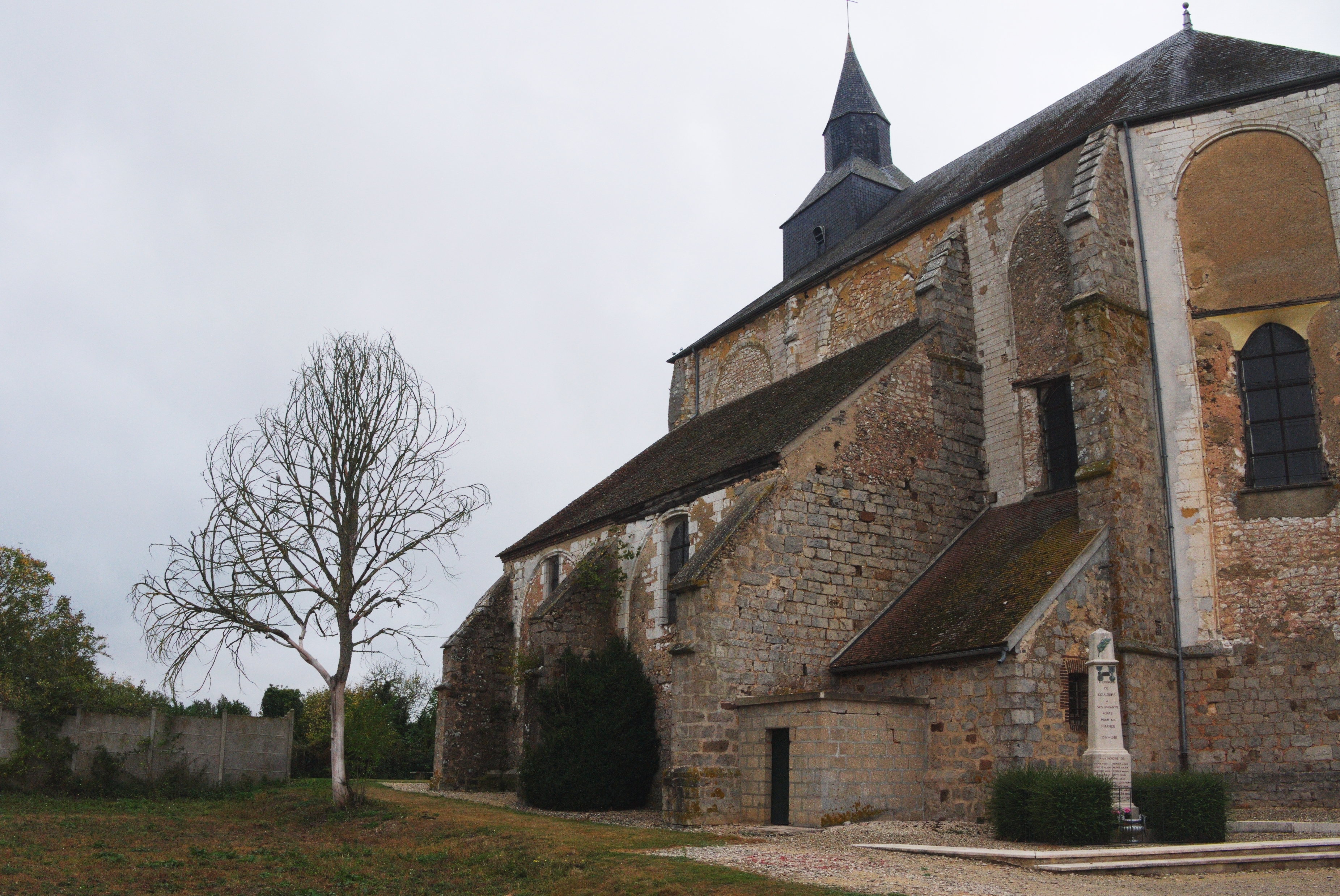
Kirche Saint-Jean-Baptiste

- Kirche Saint-Jean-Baptiste
- Ehemalige Komturei